# Heike Aumüller
Heike Aumüller (* 26. Dezember 1969 in Stuttgart) ist eine deutsche Künstlerin und Musikerin. Sie ist Mitgründerin der Band The Schwarzenbach und seit 2002 Mitglied beim Musikprojekt Kammerflimmer Kollektief. Sie lebt und arbeitet in Mainz und auf der Schwäbischen Alb.

## Leben und Werk
Heike Aumüller studierte von 1991 bis 1997 Malerei an der Staatlichen Akademie der Bildenden Künste Karlsruhe. Von 1996 bis 1997 war sie Meisterschülerin bei Helmut Dorner. Darauf folgte von 1997 bis 2000 ein Postgraduierten-Studium an der Hochschule für Gestaltung Karlsruhe. 2002 kam sie zum Kammerflimmer Kollektief (Kompositionen, Artwork, Improvisationen, Harmonium, Live-Performance) und seit 2011 bildet sie zusammen mit Dietmar Dath, Johannes Frisch und Thomas Weber die Band The Schwarzenbach. Ihre musikalische Arbeiten wurden auf bislang zwölf Alben bei internationalen Labels veröffentlicht; mit ihren Foto- und Videoarbeiten ist sie regelmäßig bei Ausstellungen vertreten.
Aumüller ist in der Basisklasse an der Kunsthochschule Mainz seit 2009 Künstlerische Mitarbeiterin.

## Stil
In ihren Arbeiten macht Aumüller den Körper zum Medium und Thema der künstlerischen Auseinandersetzung. Ihre performative Videos und inszenierte Fotografien spielen mit skurrilen Selbst-Inszenierungen und einem parodistischen Umgang mit dem Körper, mit irritierenden Handlungskomplexen und rätselhaften Ritualen. Ihre Fotos, Videos und musikalischen Arbeiten besitzen dabei laut ZEIT meist „jenen Unschärfegrad (…), der Geschichten evoziert“. In Konzerten und bei ihren Musikprojekten praktiziert Aumüller „eine Art lautmalerische Poesie, die bereits seit den Futuristen existiert“. Musikalisch changiert sie dabei zwischen Klangexperimenten, freiem Jazz und „Velvet-Underground-Psychedelia zu sphärischen Krautrock-Passagen mit ein wenig Schüttelelektronik“.

## Auszeichnungen
- Förderpreis des Bundesministeriums für Kultur und Wissenschaft, 1999

- Karl-Schmidt-Rottluff-Stipendium, 1999

- Deutsches Studienzentrum Venedig, 2000[4]

- Kunstpreis der Böttcherstraße in Bremen, 2001

- Stipendium, Kunstfonds, 2003

- Stipendium, Kunststiftung Baden-Württemberg, 2004[5]

- 1. Preis beim 15. MuVi-Preis für das beste deutsche Musikvideo für Therapeutikon von The Schwarzenbach[6] 2013

## Ausstellungen

### Einzelausstellungen
- 2001: Kunstwerke, Berlin
- 2003: Dub Housing, Meyer Riegger Galerie, Karlsruhe
- 2010: The zeroes and ones make the Word in her camera, Institut für moderne Kunst, Nürnberg (solo)
- 2011: Der elektrische Körper, Kunstverein, Friedrichshafen
- 2011: Where you come from is gone, Meyer Riegger Galerie, Berlin

### Gruppenausstellungen (Auswahl)
- 2000: Flexibilitätsversuche, Museum Fridericianum, Kassel
- 2001: Moving Pictures, Foto Triennale, Esslingen
- 2004: Rendez Vous, Moca, Lyon
- 2005: Württembergischer Kunstverein, Stuttgart
- 2005: The Chinese European Art Center, Xiamen, China
- 2006: Gimme Shelter, Halle für Kunst, Lüneburg
- 2006: Vom Pferd erzählen, Kunsthalle Göppingen
- 2007: Angst und Hoffnung in zerbrechlichen Zeiten, Akademie Schloss Solitude, Stuttgart
- 2008: Langzeitprojekte, Kunsthalle Mainz
- 2009: Je est un autre, Meyer Riegger Galerie, Berlin
- 2010: Fischgrätenmelkstand, Temporäre Kunsthalle, Berlin
- 2015: Kunstblick, Saarbrücken
- 2017: And Then There Were None, Meyer Riegger, Karlsruhe
- 2019: Come together, Meyer Riegger Galerie, Berlin

## Werke

### Publikationen (Auswahl)
- Katalog zum Karl-Schmidt-Rotluff-Stipendium, Kunsthalle Düsseldorf, 2003

- Verbotene Verbesserungen mit Dietmar Dath, Starfruit Publications, Nürnberg 2012, ISBN 978-3-922895-23-7

### Alben
Mit Kammerflimmer Kollektief
- There are actions which we have neglected and which never cease to call us, CD/LP/DL, Bureau B, 2018

- Désarroi, CD/LP/DL, Staubgold, 2015

- Teufelskamin, CD/LP/DL, Staubgold, 2011

- Wildling, CD/LP/DL, Staubgold, 2010

- Im erwachten Garten, mit Dietmar Dath, CD/DL, Verbrecher Verlag/Implex/Staubgold, 2009

- Jinx, CD/LP/DL, Staubgold/Yacca, 2007

- Absencen, CD/LP/DL, Staubgold/Yacca, 2005

- Cicadidae, CD/LP/DL, Staubgold/Temporary Residence, 2003

Mit The Schwarzenbach
- Nicht sterben. Aufpassen., CD/DL, Staubgold, 2015

- Farnschiffe, CD/DL, ZickZack, 2012

### Hörspielmusiken
Mit Kammerflimmer Kollektief
- Ovale Fenster. Hörspiel von Dietmar Dath, Thomas Weber und Volker Zander. SWR 2012. (Hörspiel des Monats April 2012)

- Larissa oder Sprich diesen Tod nicht aus. Hörspiel von Dietmar Dath & Thomas Weber. Regie: Iris Drögekamp und Thomas Weber. SWR 2013

- Das Haus der Krankheiten. Hörspiel. Text von Unica Zürn. Realisation: Iris Drögekamp u. Thomas Weber. SWR 2014

- Silber gegen Ende. Hörspiel von Heike Aumüller, Dietmar Dath, Johannes Frisch und Thomas Weber. Regie: Johannes Mayr und Thomas Weber. SRF 2014

- Die Magnetin. Hörspiel von Dietmar Dath und Thomas Weber. Regie: Iris Drögekamp und Thomas Weber. SWR 2015

- Nie mehr warten. Ein Sprech-, Sing- und Musikdrama über die beiden russischen Revolutionen von 1917 von Dietmar Dath (Text) und Thomas Weber (Musik). Regie: Iris Drögekamp und Thomas Weber. Musik: Kammerflimmer Kollektief. SWR 2017
- ein strumpf wächst durch den tisch zusammen mit Ulf Stolterfoht. Regie: Iris Drögekamp und Thomas Weber. Musik: Kammerflimmer Kollektief. SWR 2019

- Rückkehr von Krähe zusammen mit Ulf Stolterfoht. Regie: Iris Drögekamp und Thomas Weber. Musik: Kammerflimmer Kollektief. SWR 2021

### Performances
U.a. mit Kammerflimmer Kollektief, The Schwarzenbach
- Acht Brücken; SWR Jazz Now Summit, Basel; Marx200, Rosa-Luxemburg-Stiftung, HAU, Berlin; Literaturhaus, Stuttgart; ARD-Hörspieltage; Haus der Kulturen der Welt; Werkleitz Festival; Transmediale; Alternativa, Prag; Unsound, Krakau; Pukkelpop; Bad-Bonn-Kilbi, Schweiz; Rumour, Utrecht; Taktlos Festival; Klangbad, Scheer; Nextsound, Kiew; Lit.Cologne; Sous La Plages, Paris; Donaufestival; Jeunesse, Wien; ZKM Karlsruhe; INMM, Darmstadt; Punkt, Kristiansand, Norwegen; Wien Modern; Resonance, Gent; Enjoy Jazz; Art Forum Berlin; Off Mostoles, Madrid; Leipziger Buchmesse; RingRing, Belgrad; Skanu Mesz, Riga; Lux Aeterna, Berlin; Elbjazz